# Renate Rolle
Renate Rolle (* 19. April 1941 in Leipzig) ist eine deutsche Prähistorikerin.

## Leben
Nach der Promotion 1968 an der Universität Göttingen und der Habilitation 1974 an der Universität Göttingen lehrte sie als Dozentin in Göttingen ab 1975, als Professorin (C3) in Göttingen ab 1978 und ab 1991 als Professorin an der Universität Hamburg.
Schon mit ihrem Dissertationsthema Hölzerne Grabbauten und Totenritual der frühen Eisenzeit in Südrußland und dem nordwestlichen Kaukasusgebiet begab sie sich in die Region Osteuropa. Auch später waren die dortigen Skythen ein Hauptthema ihrer Forschung. So führte sie Grabungen in Čertomlyk und Bel'sk durch.
Daneben erarbeitete sie zusammen mit Petro Toločko ein mehrsprachiges Archäologisches Wörterbuch, das ein gegenseitiges Verständnis von ost- und westeuropäischen Kollegen fördert.
Sie ist auswärtiges Mitglied der Ukrainischen Akademie der Wissenschaften sowie seit 1994 ordentliches Mitglied der Joachim-Jungius-Gesellschaft der Wissenschaften in Hamburg.

## Veröffentlichungen (Auswahl)
- Hölzerne Grabbauten und Totenritual der frühen Eisenzeit in Südrußland und dem nordwestlichen Kaukasusgebiet. Dissertation Göttingen 1968.
- Totenkult der Skythen. Das Steppengebiet. 2 Bände, Berlin 1979, ISBN 978-3-11-006620-3 (Habilitationsschrift).
- Die Welt der Skythen. Stutenmelker und Pferdebogner, ein antikes Reitervolk in neuer Sicht. Bucher, Luzern/Frankfurt/M. 1980, ISBN  3-7658-0327-8.
- mit Vjačeslav Ju. Murzin, Andrei Jurjewitsch Alexejew:  Čertomlyk. Ein skythischer Grabhügel des 4. vorchristlichen Jahrhunderts (= Hamburger Forschungen zur Archäologie Bd. 1). 3 Bände. Zabern, Mainz 1998, ISBN 3-8053-2331-X.
- mit Petro Toločko: Archäologisches Wörterbuch : Deutsch-Russisch-Ukrainisch-Weißrussisch-Englisch. Lit, Hamburg 1998, ISBN  	978-3-8258-3843-0.